# The Ladies' War
The Ladies' War è un cortometraggio muto del 1914 diretto da Wilfrid North. Il film aveva come interpreti Cissy Fitzgerald, Jane Fearnley, Albert Roccardi, Antonio Moreno.

## Produzione
Il film fu prodotto dalla Vitagraph Company of America.

## Distribuzione
Distribuito dalla General Film Company, il film - un cortometraggio in una bobina - uscì nelle sale cinematografiche statunitensi il 17 giugno 1914.